# Juncus imbricatus
Juncus imbricatus ist eine ursprünglich nur in Südamerika vorkommende Pflanzenart aus der Familie der Binsengewächse (Juncaceae).

## Merkmale
Juncus imbricatus ist eine ausdauernde, krautige Pflanze. Sie erreicht Wuchshöhen von 15 bis 45 cm. Sie besitzt ein kriechendes Rhizom mit 2 bis 3 mm Durchmesser. Es ist mit einer fädigen, dunkelbraunen Schicht aus Sklerenchymfasern bedeckt, Reste zerfallener Cataphylle und Blattbasen. Die Internodien sind kurz, die Stängel stehen daher in dichten Reihen. Die Pflanzen bilden Rasen. Die Stängel stehen aufrecht und haben einen Durchmesser von 0,5 bis 1,5 mm. Pro Stängel gibt es 3 bis 4 Cataphylle, die bis 5 cm lang, dunkelbraun, manchmal auch gelblichbraun bis hellgrün sind und eine rudimentäre Blattspreite von bis 5 mm besitzen. Die Spreitentragenden Blätter stehen alle basal, je ein oder zwei pro Stängel und sind 10 bis 35 cm lang. Die Blattscheide ist 1,5 bis 6 cm lang. Die Spreite ist fädig mit 0,6 bis 1 mm Durchmesser und hohl.
Der Blütenstand steht endständig besteht aus 2 bis 4 (selten 1) einseitigen Zymen mit 1 bis 30 Blüten. Das untere Hochblatt ähnelt den basalen Blättern, ist krautig, bis 8 cm lang und überragt den Blütenstand. Es kann auch kürzer als der Blütenstand sein. Die übrigen Hochblätter sind kürzer, das letzte nur rund 3 mm lang.
Jede Blüte ist von zwei 1,5 bis 2 mm langen Vorblättern umgeben. Die Perigonblätter sind ungleich, lanzettlich, haben eine grüne Mittelrippe und kastanienbraune Ränder. Die äußeren Perigonblätter sind 3,5 bis 5 mm lang, die inneren 3 bis 4 mm. Die sechs Staubblätter sind 1,7 bis 2,1 mm lang, die Staubfäden sind gerade und 0,8 bis 1 mm lang.
Die Kapselfrucht ist ellipsoidisch, an der Spitze stumpf bis gestutzt, dreikantig mit leicht konkaven Seiten. Sie ist 3,5 bis 5 mm lang und 1,8 bis 2,5 mm breit, kastanienbraun und zur Reife glänzend, dickwandig. Die Kapsel ist dreifächrig. Die Samen sind breit eiförmig, asymmetrisch, gefurcht und braun.

## Vorkommen
Juncus imbricatus kommt vorwiegend in Südamerika vor. In den Anden reicht das Areal von Kolumbien bis Nord-Argentinien. Weiters kommt es in Concepción in Chile, in Corrientes in Argentinien, in Uruguay und in den Hochländern südlich von Buenos Aires vor. Disjunkte Vorkommen gibt es noch in Mexiko, in der Kapregion in Südafrika, in Australien und in Portugal. In Portugal dürfte es sich um neophytische Vorkommen handeln.
In den Anden wächst sie oft als Unkraut an Straßenrändern und verlassenen Feldern in 2500 bis 3800 m Seehöhe. Ungewöhnlich für einen Vertreter der Binsen wächst die Art meist an sehr trockenen Standorten.

## Belege
- Henrik Balslev: Flora Neotropica, Band 68: Juncaceae. New York Botanical Garden Press, New York 1996, S. 83–85, ISSN 0071-5794